# Baiser
Baiser (estilizado como BAISER) foi uma banda japonesa de rock do movimento visual kei formada em 1991. Após se separar em 1996, o fundador Yukari reformou a banda em 1997 e eles assinaram com a Sony Records dois anos depois. Baiser acabou oficialmente em 2001.

## Carreira
Baiser foi formada pelo vocalista Yukari, que com os guitarristas Akane e Hiderou e o baixista Haiji iniciou suas atividades com shows na área de Tóquio em 1991. Gaz (ex Malice Mizer) atuou como baterista suporte até Akihiro entrar como membro oficial em 1993. Nesse ano, eles lançaram sua primeira fita demo "Daraku", limitada a 100 cópias. Após participarem de álbuns de compilação entre várias bandas, sua segunda demo "Fleurs des Fleurs" foi lançada em 1994. No mesmo ano, foi lançado seu álbum de estreia Seppun. Em 1995, Akihiro foi substituído por Toshimi e o grupo lançou o álbum Ash. Todavia, Baiser se separou em 1996 devido a diferenças musicais.
Em setembro de 1997, Yukari reformou o grupo com novos membros. Juntaram-se Katsura como baterista (ex Shazna), Shaisuke no baixo (ex Penicillin) e os guitarristas Mizuki e Rei (ambos ex Iris). No ano seguinte, Baiser lançou diversos trabalhos. Foi lançado o single "Kuchizuke" que foi usado como tema do programa de televisão Blitz Index. Em agosto, lançaram o álbum "Terre" que teve a maior posição da banda na Oricon: 37° lugar. Dois meses depois mais um álbum foi lançado, La Luna e em novembro o single "Psychoballet", usado no programa de televisão TV Veep. Além disso, tiveram seus dois EPs lançados neste ano: Kaleidoscope e En Fleur.
Baiser conseguiu assinar com uma grande gravadora e deixar de ser independente em 1999. Seu primeiro single na Sony Records, "Prism", foi usado como tema de abertura do anime Gokudō-kun Man'yūki e foi produzido por Hakuei. Foi promovido pela turnê Prismatic Colors. No mesmo ano, lançaram os singles "Angel" e "Doku" além do álbum Hana, que acabou por ser o último. Em maio de 2000, foi lançado o single "Pegasus" porém logo depois a banda anunciou sua separação oficial, se desfazendo em 5 de janeiro de 2001.

### Após a separação
Ainda em 2001, Yukari e Mizuki formaram a banda Endorphine que durou menos de um ano. Yukari começou a trabalhar como produtor musical desde então, produzindo artistas como Rentrer en Soi, e Mizuki deixou a carreira musical. Rei, Shaisuke e Katsura criaram a banda Swallowtail, que também durou pouco. Rei também desistiu da música logo mais, enquanto Katsura fez o mesmo algum tempo depois, após formar diversas outras bandas de vida curta. Em 16 de julho de 2001, Shaisuke faleceu em um acidente de carro.

## Estilo musical
Segundo o JaME World, no começo da carreira a imagem de Baiser era "bem sombria". CD Journal descreveu que o grupo buscava um som "denso e firme", e mencionou o uso de sintetizadores. Comentando sobre alguns de seus singles, o website também contou que o som é "rápido".

## Membros
- Yukari – vocais (1991–2001)
- Mizuki – guitarra (1997–2001)
- Shaisuke – baixo (1997–2001)
- Rei – guitarra (1997–2001)
- Katsura – bateria (1997–2001)

Ex membros
- Hiderou – guitarra (1991–1996)
- Akane – guitarra (1991–1996)
- Haiji – baixo (1991–1996)
- Gaz – bateria suporte (1991–1993)
- Akihiro – bateria (1993–1996)

## Discografia
Álbuns de estúdio
- Seppun (接吻) (12 de junho de 1994)
- Ash (25 de fevereiro de 1995)
- Terre (26 de agosto de 1998) Posição de pico na Oricon: 37,[4] cópias vendidas: 7,760[6]
- La Luna (10 de outubro de 1998)
- Hana (10 de novembro de 1999)

EPs
- En Fleur (1 de março de 1998)
- Kaleidoscope (25 de abril de 1998)

Singles
- "Kuchizuke" (くちづけ) (29 de julho de 1998) Posição de pico na Oricon: 40,[4] cópias vendidas: 7,610[6]
- "Psychoballet" (26 de novembro de 1998) Posição de pico na Oricon: 59, cópias vendidas: 5,410
- "Prism" (21 de maio de 1999) Posição de pico na Oricon: 50
- "Angel" (エンジェル) (11 de agosto de 1999) Posição de pico na Oricon: 92, cópias vendidas: 2,160
- Paradise Lost ~the case of Eve~ (11 de setembro de 1999)
- "Doku" (毒) (1 de outubro de 1999)
- "Pegasus" (ペガサス) (3 de maio de 2000)[5]

Demos
- Daraku (1993)
- Fleurs des Fleurs (1994)